# اتحاد جهانی واکسن و ایمن‌سازی
اتحاد جهانی واکسن و ایمن‌سازی (به انگلیسی: Global Alliance for Vaccines and Immunization؛ به طور مخفف GAVI) یک همکاری جهانی بهداشت عمومی-خصوصی است که متعهد به افزایش دسترسی به ایمن‌سازی در کشورهای فقیر است.

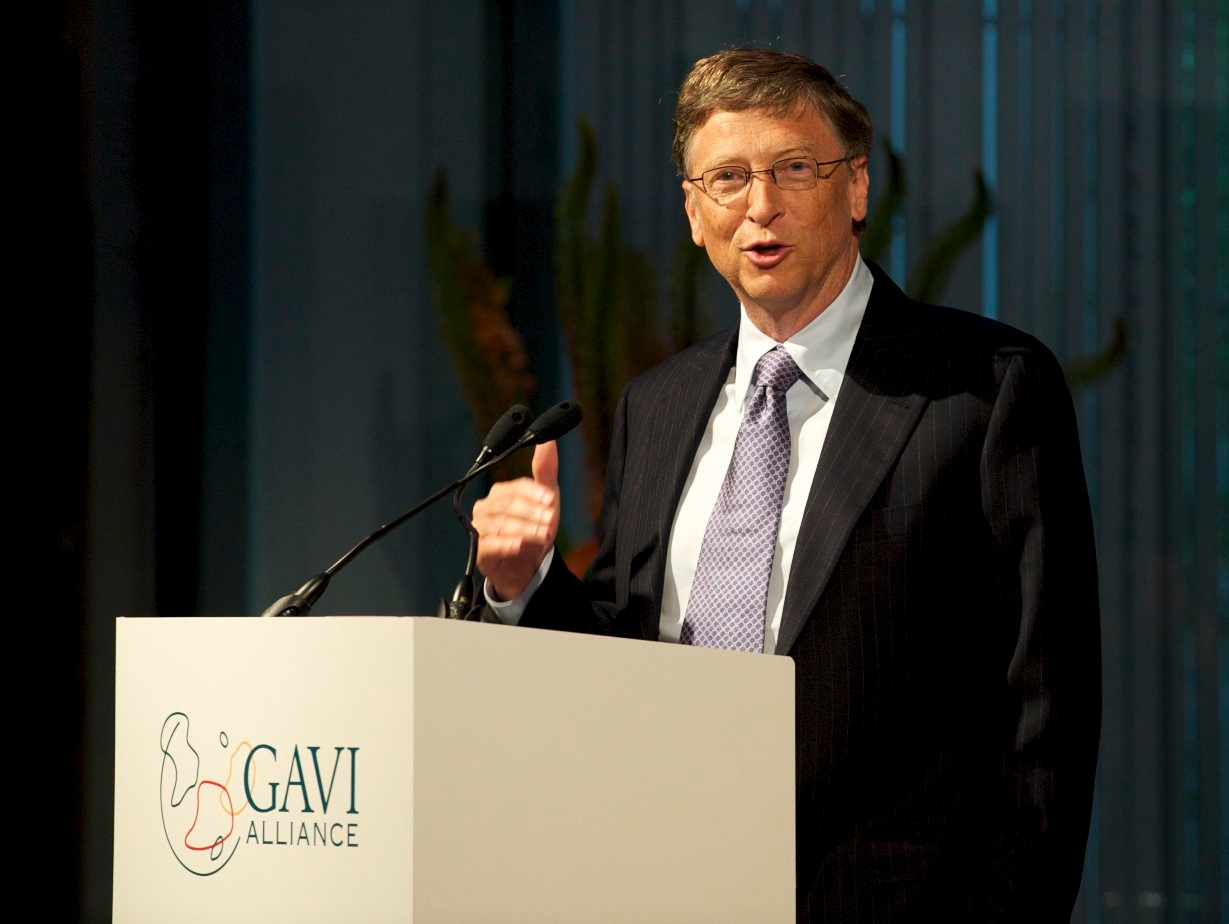
بیل گیتس در سخنرانی در مراسم سوگند GAVI در انگلیس در ژوئن ۲۰۱۱

اتحاد جهانی واکسن و ایمن‌سازی کشورهای در حال توسعه و دولت‌های اهداکننده، سازمان جهانی بهداشت، یونیسف، the بانک جهانی، صنعت واکسن در کشورهای صنعتی و در حال توسعه، آژانس‌های تحقیقاتی و فنی، جامعه مدنی، بنیاد بیل و ملیندا گیتس و سایر نیکوکاران خصوصی را گرد هم می‌آورد. اتحاد جهانی واکسن و ایمن‌سازی در مجمع جهانی بهداشت دارای وضعیت ناظر است.

## برنامه‌های واکسن
اتحاد جهانی واکسن و ایمن‌سازی از برنامه‌های واکسن زیر پشتیبانی می‌کند:
| واکسن                       | بیماری(ها)                                                                                                  |
| --------------------------- | --- |
| واکسن پاپیلوما ویروس انسانی | ویروس پاپیلوم انسانی                                                                                        |
| واکسن فلج اطفال             | فلج اطفال                                                                                                   |
| واکسن آنسفالیت ژاپنی        | التهاب مغز ژاپنی                                                                                            |
| واکسن مننژیت                | نایسریا مننژیتیدیس (واکسن مننژیت A)                                                                         |
| واکسن ام‌ام‌آر                | سرخک / واکسن سرخک، سرخجه / واکسن سرخجه                                                                      |
| واکسن پنومونیه              | استرپتوکوک پنومونیه                                                                                         |
| واکسن حصبه                  | حصبه |
| واکسن وبا                   | وبا |
| واکسن روتاویروس             | روتاویروس                                                                                                   |
| واکسن تب زرد                | تب زرد |
| واکسن پنج‌گانه               | دیفتری، کزاز، سیاه‌سرفه، هموفیلوس آنفلوانزا / واکسن هموفیلوس آنفلوانزا (هموفیلوس آنفلوانزای نوع B)، هپاتیت ب |
| واکسن ابولا                 | بیماری ویروسی ابولا                                                                                         |

## جوایز
اتحاد جهانی واکسن و ایمن‌سازی توسط کارل-اریک گریمستاد، نماینده نروژ، نامزد دریافت جایزه صلح نوبل ۲۰۲۱ شد.